# Chetak

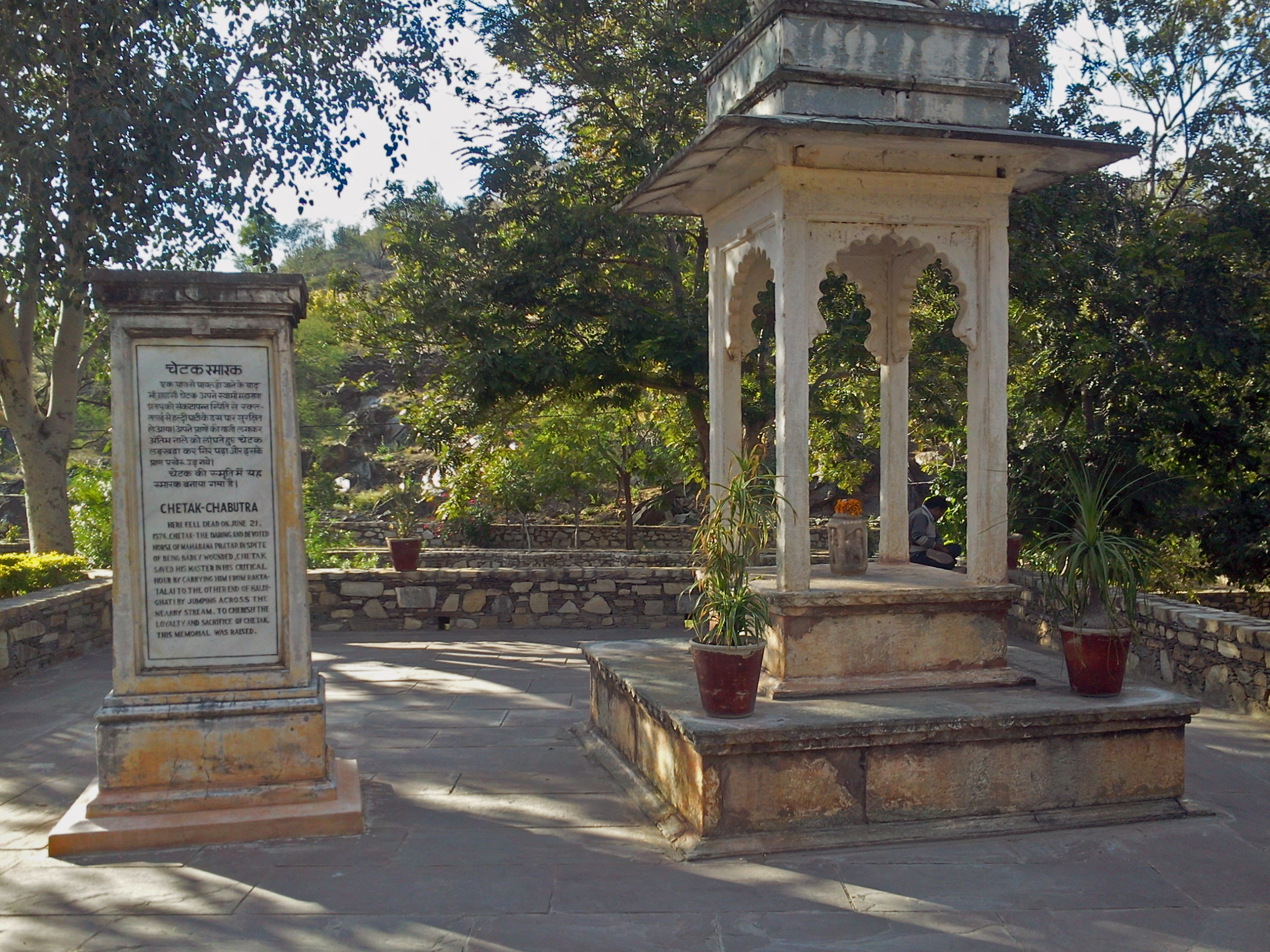
O memorial Chetak Smarak, em Haldighati

Chetak ou Cetak é o nome dado na literatura tradicional do Rajastão, no oeste da Índia, para o cavalo que foi montado por Maharana Pratap, rei da região Mewar, durante a Batalha de Haldighati, entre os apoiadores de Pratap e as forças do imperador mogol Akbar. O cavalo não aparece nomeado em fontes históricas.

## História
Fontes históricas não nomeiam o cavalo montado pelo Maharana Pratap na Batalha de Haldighati, que ocorreu em 21 de junho de 1576 nas montanhas Aravalli, nem atribuem qualquer feito ou realização fora do normal a ele.
De acordo com a tradição, Chetak, apesar de ferido, levou Pratap em segurança para longe da batalha, mas morreu por conta de seus machucados. A história é contada nas poemas da corte de Mewar, do século XVII em diante. O cavalo é primeiro chamado de "Cetak" em uma balada do século XVIII, chamada Khummana-Raso. A história foi publicada em 1829 pelo Tenente-Coronel James Tod, um oficial colonial que tinha sido um membro da organização política na corte Mewar, no primeiro volume de "Annals and Antiquities of Rajast'han or the Central and Western Rajpoot States of India" (Anais e Antiguidades do Rajastão, ou estados Indianos de Rajpoot Central e Ocidental). Sua história foi baseada no Khummana-Raso, e tornou-se a versão mais comumente contada e seguida do conto. Nela, o cavalo é chamado de "Chytuc", e chega a ser referido como o "cavalo azul"; Pratap, em um ponto da história, é chamado de o "cavaleiro do cavalo azul".
A história se espalhou para fora do Rajastão, alcançando a região de Bengala e em outros lugares, onde Pratap passou a ser visto como um exemplo simbólico de resistência à invasão, e, portanto, da resistência nacionalista contra a ocupação colonial britânica no país.

## Celebração
Diversas estátuas e monumentos em homenagem a Pratap e Cetak foram erguidas. Uma estátua equestre foi colocada no parque Moti Magri, em Udaipur, na segunda metade do século XX; outra estátua similar fica localizada no alto da cidade de Jodhpur. 
Há um memorial, chamado Chetak Smarak, na área Haldighati no distrito de Rajsamand, no Rajastão, que fica no local onde supostamente Chetak veio a falecer.